# 稗田氏
稗田氏（ひえだし）は、日本の氏族。

## 古代氏族としての稗田氏
天鈿女命の子孫・猿女君の末裔。猿女君の本拠地は伊勢国と想定されるが、一族の一部が朝廷の祭祀を勤めるために、大和国添上郡稗田村（現在の奈良県大和郡山市稗田町）に本拠地を移し、稗田姓を称したという。各種史書に姓に関する記載がないことから無姓と考えられる。氏人に『古事記』の編纂に語り部として参加した稗田阿礼がいる。

## その他の稗田氏

### 那須氏族
下野国監屋郡稗田郷が発祥。那須資隆の子・那須朝隆が稗田九郎を称したという系図がある。

### 備前の稗田氏
由加山蓮台寺（岡山県倉敷市児島由加）には、桓武天皇の時代に、阿久良王（阿久羅王、阿黒羅王）と名乗る頭領とその妻、そして東郷太郎・加茂二郎・稗田三郎（西郷三郎）が、由加山を根城にし民を苦しめ聖域を犯していたが、その噂を聞いた天皇が征夷大将軍坂上田村麻呂を派遣し、戦勝を祈願して金甲山に金の甲を埋め、阿久良王らを退治したという伝承がある。